# Ragnhild Myklebust
Ragnhild Myklebust (Oslo, 13 december 1943) is een Noorse voormalig Noords skiester. Zij heeft een totaal van 27 medailles gewonnen, waarvan 22 goud, op de Paralympische Spelen. Volgens "Guinness World Records 2015" is zij recordhoudster voor het hoogste aantal medailles gewonnen op de Paralympische Winterspelen.
Myklebust won vijf gouden en een zilveren medaille in 1988, twee gouden medailles in 1992, vijf gouden, twee zilveren en twee bronzen medailles in 1994, vijf gouden medailles in 1998 en vijf gouden medailles in 2002. Zij won de medailles in biatlon, langlaufen en priksleeën.

## Overzicht Paralympische medailles
| Evenement               | Sport      | Resultaat | Onderdeel                                                                     |
| ----------------------- | ---------- | --------- | ----------------------------------------------------------------------------- |
| Innsbruck 1988          | Langlaufen | Goud      | 2,5 km (korte afstand); 5 km (korte afstand)                                  |
| Innsbruck 1988          | Priksleeën | Goud      | 100 meter; 700 meter; 1000 meter                                              |
| Innsbruck 1988          | Priksleeën | Zilver    | 500 meter                                                                     |
| Tignes-Albertville 1992 | Langlaufen | Goud      | 2,5 kilometer; 5 kilometer                                                    |
| Lillehammer 1994        | Biatlon    | Brons     | 7,5 kilometer vrije techniek                                                  |
| Lillehammer 1994        | Langlaufen | Goud      | 2,5 kilometer; 5 kilometer klassiek; 10 kilometer; 3x 2,5 kilometer estafette |
| Lillehammer 1994        | Prikslee   | Goud      | 700 meter                                                                     |
| Lillehammer 1994        | Prikslee   | Zilver    | 100 meter; 500 meter                                                          |
| Lillehammer 1994        | Prikslee   | Brons     | 100 meter                                                                     |
| Nagano 1998             | Biatlon    | Goud      | 7,5 kilometer                                                                 |
| Nagano 1998             | Langlaufen | Goud      | 2,5 kilometer; 5 kilometer klassiek; 10 kilometer; 3x 2,5 kilometer estafette |
| Salt Lake City 2002     | Biatlon    | Goud      | 7,5 kilometer zittend                                                         |
| Salt Lake City 2002     | Langlaufen | Goud      | 2,5 kilometer; 5 kilometer zittend; 10 kilometer; 3x 2,5 kilometer estafette  |